# Murg (Baden) (przystanek kolejowy)
Murg – stacja kolejowa w Murg, w kraju związkowym Badenia-Wirtembergia, w Niemczech. Posiada 1 peron.

## Połączenia
Na przystanku zatrzymują się pociągi Regionalbahn.
Połączenia (stacje końcowe):
- Bazylea
- Lauchringen
- Singen (Hohentwiel)
- Waldshut-Tiengen